# Bęglewo
Bęglewo – osada leśna (nieistniejąca już leśniczówka) wsi Wrzeszczyna w Polsce położona w województwie wielkopolskim, w powiecie czarnkowsko-trzcianeckim, w gminie Wieleń.
W latach 1975–1998 miejscowość położona była w województwie pilskim.